# ثيودور شوان
ثيودور شوان (بالألمانية: Theodor Schwann)‏ (7 ديسمبر 1810 - 11 يناير 1882)، فيزيولوجي ألماني اكتشف الببسين، وطور فكرة ماتياس شلايدن عالم النبات الألماني التي تنص على أن الخلية هي الوحدة الأساسية للحياة.

## بدايات حياته وتعليمه
وُلد ثيودور شوان في نويس في السابع من ديسمبر عام 1810 لليونارد شوان وإليزابيث روتيلس. كان ليونارد شوان حدادًا ولاحقًا أصبح طابعًا. درس ثيودور شوان في مدرسة الملوك الثلاثة وهي مدرسة يسوعية في كولونيا. كان شوان كاثوليكيًا رومانيًا متدينًا. في كولونيا شجع معلمه الديني فيلهليم سميتس، القس والروائي، على فردانية الروح البشرية وأهمية الإرادة الحرة.
في عام 1829، التحق شوان بجامعة بون في المنهج التمهيدي للطب. حاز شوان على شهادة في الفلسفة عام 1831. خلال فترة إقامته في بون، التقى شوان وعمل مع الفسيولوجي يوهانس بيتر مولر. يُعتبر مولر مؤسس الطب العلمي في ألمانيا، إذ نشر عمله «عناصر الفيزيولوجيا» بين عامي 1837-1840 وتُرجم إلى الإنجليزية بين عامي 1837-1843 وأصبح الكتاب الرائد في الفيزيولوجيا خلال العقد الأول من القرن التاسع عشر.
في عام 1831، انتقل شوان إلى جامعة فورتسبورغ للتدرب السريري في الطب. في عام 1833، ذهب إلى جامعة برلين وفيها كان مولر بروفيسورًا للفيزيولوجيا والتشريح. تخرج شوان بشهادة الطب البشري من جامعة برلين عام 1834. عمل على أطروحته بين عامي 1833-1834 تحت إشراف مولر. تضمنت أطروحة شوان دراسة دقيقة لضرورة الأكسجين في المرحلة الجنينية عند الدجاج. لتنفيذ هذه الأطروحة، صمم جهازًا يمكنه من شفط غازات الأكسجين والهيدروجين من حجرة التفريخ في أوقات محددة. مكنه ذلك من معرفة الفترة الحرجة التي تحتاج فيها البيوض للأكسجين.
تجاوز شوان مرحلة الاختبار لممارسة الطب في صيف عام 1834 ولكنه اختار متابعة العمل مع مولر للقيام بأبحاث بدلًا من ممارسة الطب. استطاع تحمل مصاريف هذا القرار، لفترة قصيرة، بسبب إرث حصل عليه من عائلته. كان راتبه بصفته مساعدًا 120 تالر فقط. للسنوات الخمسة القادمة، سيدفع شوان ثلاثة أرباع مصاريفه من ميراثه العائلي. كان ذلك القرار بصفته إستراتيجية طويلة المدى صعب الاستدامة.

## مسيرته المهنية
من عام 1834 وحتى عام 1839 عمل سوان بصفته مساعدًا لمولر في متحف التشريح الحيواني في جامعة برلين. أطلق شوان عدة تجارب فيزيولوجية ومجهرية تركز على دراسة بنية وعمل الأعصاب والعضلات والأوعية الدموية. بالإضافة لأداء تلك التجارب تحضيرًا لكتاب مولر عن الفيزيولوجيا، أجرى شوان أبحاثًا بنفسه. كانت أكثر الإسهامات التي قدمها خلال فترة عمله مع مولر في برلين.
استخدم شوان مجاهر حديثة وقوية لفحص الأنسجة الحيوانية. مكنه ذلك من ملاحظة الخلايا الحيوانية والإشارة إلى ميزاتها المختلفة. تمم عمله عمل ماتياس جاكوب شليدين على النباتات واستزاد منه؛ كان الاثنان صديقين مقربين.
وُصف شوان بأنه هادئ وجاد، وكان متفوقًا بصورة عملية في بناء واستخدام أجهزة لتجاربه. تمكن أيضًا من تحديد أسئلة علمية مهمة وتصميم تجارب لاختبارها منهجيًا. وُصفت كتاباته بأنها متاحة، ومنطقه على أنه تقدم واضح. حدد الأسئلة التي يريد الإجابة عليها ووصل أهميتها بالأخرى بفعالية. وصفه زميل عمله جاكوب هينلي بأن لديه دافعًا فطريًا للتجارب.
بحلول عام 1838، احتاج شوان لعمل يدر له راتبًا أكبر. أمل أن يعود إلى بون المدينة الكاثوليكية. حاول الحصول على فرصة تدريس هناك عام 1838 ومرة أخرى عام 1846 ولكن أمله خاب. بدلًا من ذلك وفي عام 1839 قبل شوان كرسي التشريح في جامعة لوفيان الكاثوليكية في بلجيكا وهي أيضًا مدينة كاثوليكية.
أثبت شوان أنه بروفيسور متفاني وصاحب ضمير. نظرًا لواجباته التدريسية الجديدة، امتلك شوان وقتًا أقل للعمل العلمي. أمضى وقتًا معتبرًا يتمّم تقنيات تجريبية وأدوات من أجل تجاربه. نشر عدة أوراق بحثية. إحدى الاستثناءات كانت ورقة بحثية عام 1844 نقلت عن سلسلة من التجارب على الكلاب وأسست لأهمية الصفراء في عملية الهضم.
في اختبار العمليات مثل تقلص العضلات والتخمر والهضم والتفسخ، سعى شوان لإظهار أن ظاهرة الحياة هي نتيجة لأسباب مادية بدلًا من أن تكون ناتجة عن قوة حيوية لا مادية. ومع ذلك، بقي شوان يسعى للتوفيق ما بين الطبيعة العضوية والخطة الإلهية. اقترح بعض الكتّاب أن انتقال شوان عام 1838 وانخفاض إنتاجيته العلمية، بعد ذلك، عكست شكوكًا دينية وربما أيضًا أزمة تتعلق بالآثار النظرية لعمله على نظرية الخلية. إلا أن بعض الكتّاب ينظرون إلى ذلك باعتباره سوء تفسير لفكره ويرفضون أن شوان مر بأزمة وجودية أو مرحلة صوفية. استخدم أوهاد بارنز دفاتر ملاحظات مختبر شوان ومصادر أخرى غير منشورة بالإضافة لمنشوراته لإعادة بناء بحثه بصفته تقدمًا موحدًا. اعتمد فلورنس فيني على كتابات غير منشورة لمناقشة الطرق التي ترتبط بها نظرية الخلية بصفتها مبدأ موحدًا للتقدم العضوي بالأفكار الفلسفية والدينية والسياسية لمؤيديها المختلفين ومن ضمنهم شوان.
في عام 1848، أقنع مواطن شوان أنطوان فريدريتش شبرينغ، شوان بالانتقال إلى جامعة لييغ الموجودة أيضًا في بلجيكا. في لييغ، استمر شوان بمتابعة أحدث التطورات في التشريح والفيزيولوجيا ولكنه لم يُحقق اكتشافات ضخمة بنفسه. أصبح فيما يبدو مخترعًا. كان أحد مشاريعه، جهاز تنفس اصطناعي محمول، يُصمم بصفته نظامًا مغلقًا لدعم الحياة البشرية في ظروف لا يمكن فيها تنفس الهواء المحيط. بحلول عام 1858 شغل منصب بروفيسور الفيزيولوجيا والتشريح العام وعلم الجنين. اعتبارًا من عام 1872 توقف عن تدريس علم التشريح العام، ومن عام 1877 توقف عن تدريس علم الجنين. تقاعد بصورة كاملة عام 1879.
كان شوان محترمًا جدًا من أقرانه. عام 1878، عُقد مهرجان للاحتفال بسنوات التعليم التي قضاها وبإسهاماته. قُدمت له هدية فريدة من نوعها؛ كتاب يحوي 263 صورة موقعة من علماء من دول مختلفة، أرسلت كل صورة من قبل العالم نفسه لتكون جزءًا من الهدية لشوان. كُتب على الكتاب إهداء: «إلى واضع نظرية الخلية، علماء البيولوجيا المعاصرون».
بعد ثلاث سنوات من التقاعد، توفي شوان في كولونيا في الحادي عشر من يناير عام 1882. دُفن في قبر العائلة في مقبرة ميلاتين في كولونيا.

## الإسهامات
عند النظر في سياق كتاباته غير المنشورة وملاحظاته المخبرية، يمكن رؤية بحث شوان على أنه برنامج بحثي متماسك ومنهجي، وفيه تُوصف العلميات البيولوجية من حيث الكائنات المادية أو العملاء ومن حيث التبعيات السببية بين القوى التي تبذلها وآثارها المُقاسة. يمكن رؤية فكرة شوان عن الخلية بصفتها وحدة أساسية عاملة، باعتبارها تأسيسيةً لتقدم البيولوجيا الجزيئية على أنها علم قانوني صارم.

### نسيج العضلة
تضمن أحد أعمال شوان المبكرة عام 1835 التقلص العضلي، والذي رآه نقطة انطلاق لمقدمة الحسابات عن الفيزيولوجيا. طور ووصف طريقة تجريبية لحساب قوة تقلص العضلة، من خلال التحكم وقياس المتغيرات الأخرى المُضمنة في العملية. طُورت طريقته واستُخدمت لاحقًا من قبل إيميل دو بواس ريموند وآخرين. توضح ملاحظات شوان أنه كان يتمنى أن يكتشف انتظام وقوانين العمليات الفيزيولوجية.

## روابط خارجية
- ثيودور شوان على موقع الموسوعة البريطانية (الإنجليزية)
- ثيودور شوان على موقع إن إن دي بي (الإنجليزية)